# Feeling the Space
Feeling the Space è il quarto album di Yōko Ono, pubblicato nel 1973.

## Tracce
1. Growing Pain – 3:49
2. Yellow Girl (Stand by for Life) – 3:16
3. Coffin Car – 3:31
4. Woman of Salem – 3:09
5. Run Run Run – 5:10
6. If Only – 3:43
7. A Thousand Times Yes – 3:01
8. Straight Talk – 3:21
9. Angry Young Woman – 3:54
10. She Hits Back – 3:33
11. Woman Power – 4:52
12. Men, Men, Men – 4:09
13. I Learned to Stutter/Coffin Car – 6:54
14. Mildred, Mildred – 3:36